# Blindaje de rejas

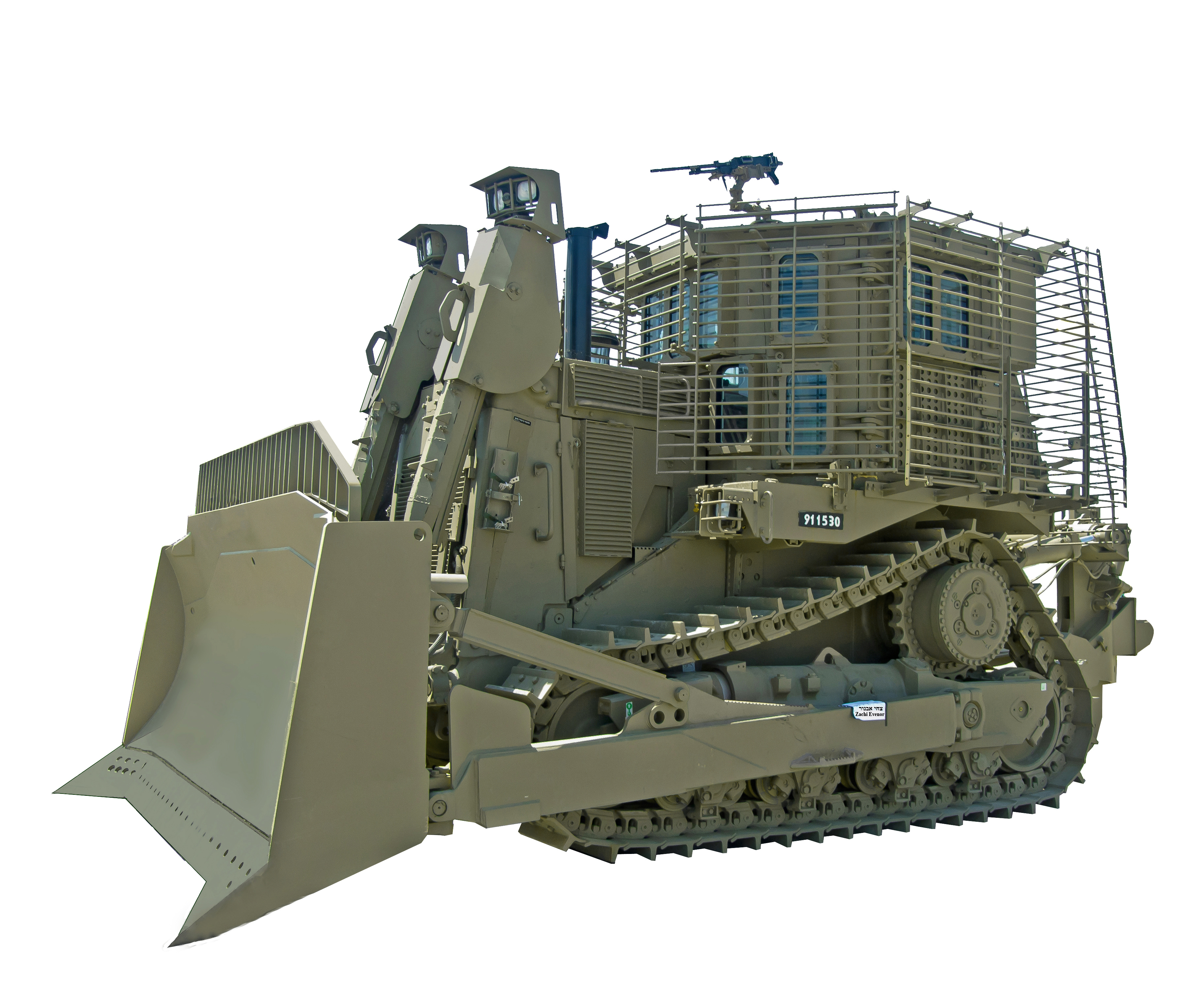
Topadora blindada Caterpillar FDI 9 con blindaje de rejas. El blindaje del D9 desvía cohetes RPG e incluso misiles antitanques 9K11 Malyutka (AT-3 Sagger).

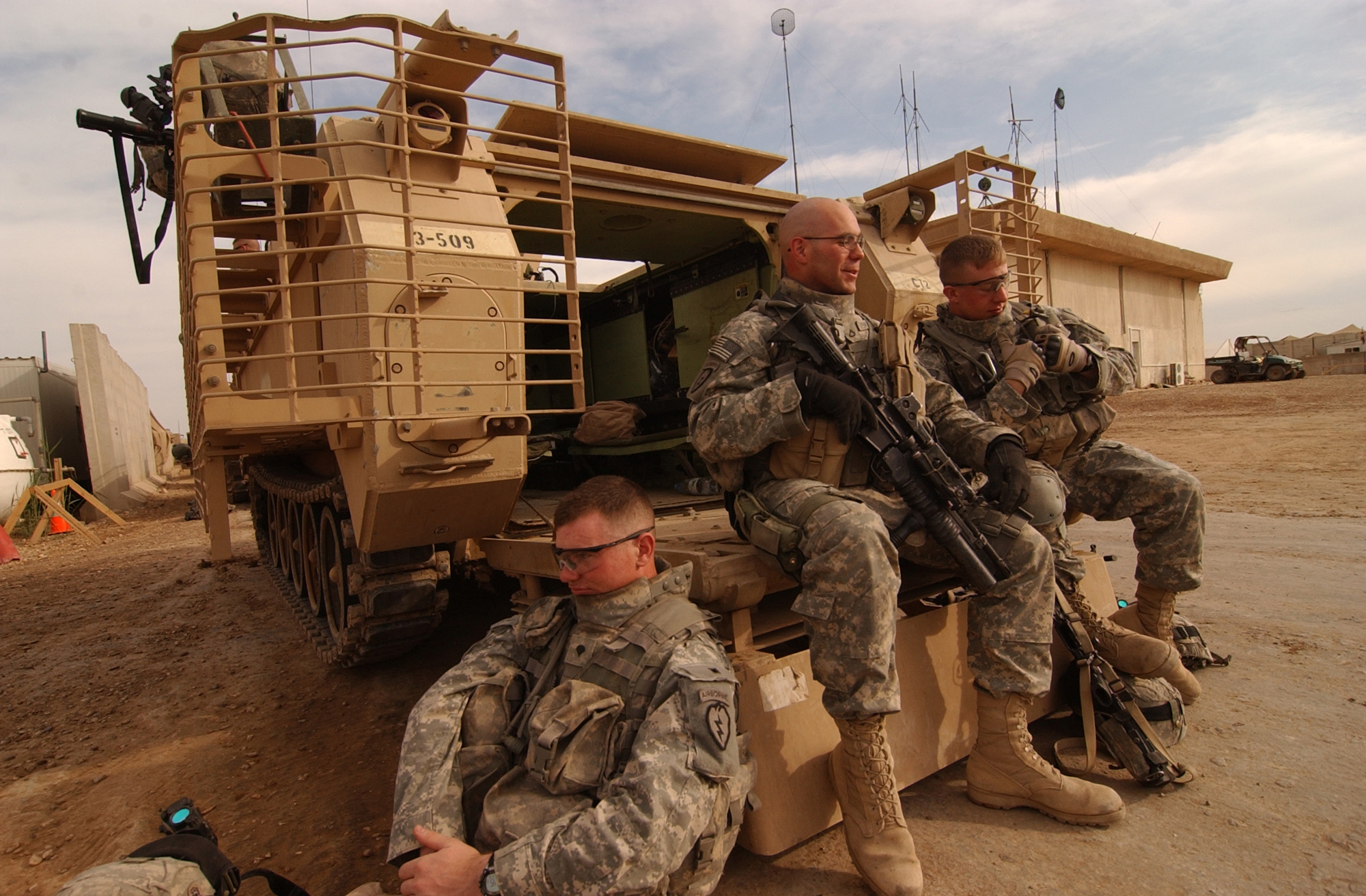
Blindaje de rejas en un M113 Transporte blindado de infantería.

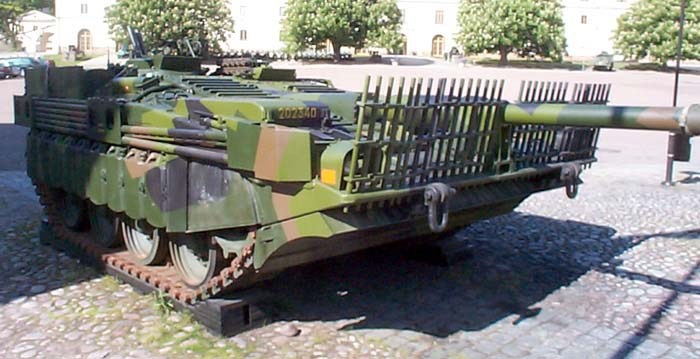
Blindaje de rejas en un Tanque-S sueco.

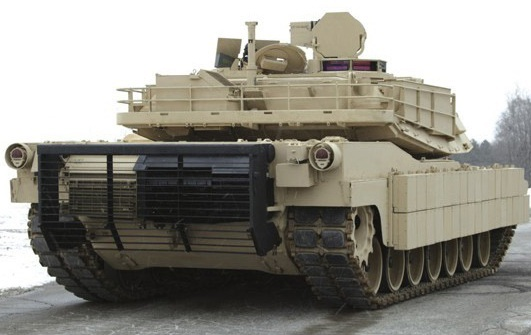
Blindaje de rejas en un tanque M1 Abrams.

El blindaje de rejas (en inglés: Slat armor) también se conoce como blindaje de barras (en inglés: bar armor), blindaje de jaula (en inglés: cage armor) o blindaje de distancia de seguridad (en inglés: standoff armor) es un tipo de blindaje diseñado para protegerse contra ataques de granadas propulsadas por cohete (en inglés: Rocket-Propelled Grenade, RPG) antitanques. Funciona colocando un enrejado rígido alrededor del vehículo, este interfiere con la cabeza de guerra de carga hueca ya sea aplastándola, previniendo que la detonación ocurra a la distancia óptima o dañando el mecanismo de la espoleta impidiendo su detonación. Puede actuar contra diseños de carga en tándem tales como el RPG-27 y el RPG-29.

## Uso en combate

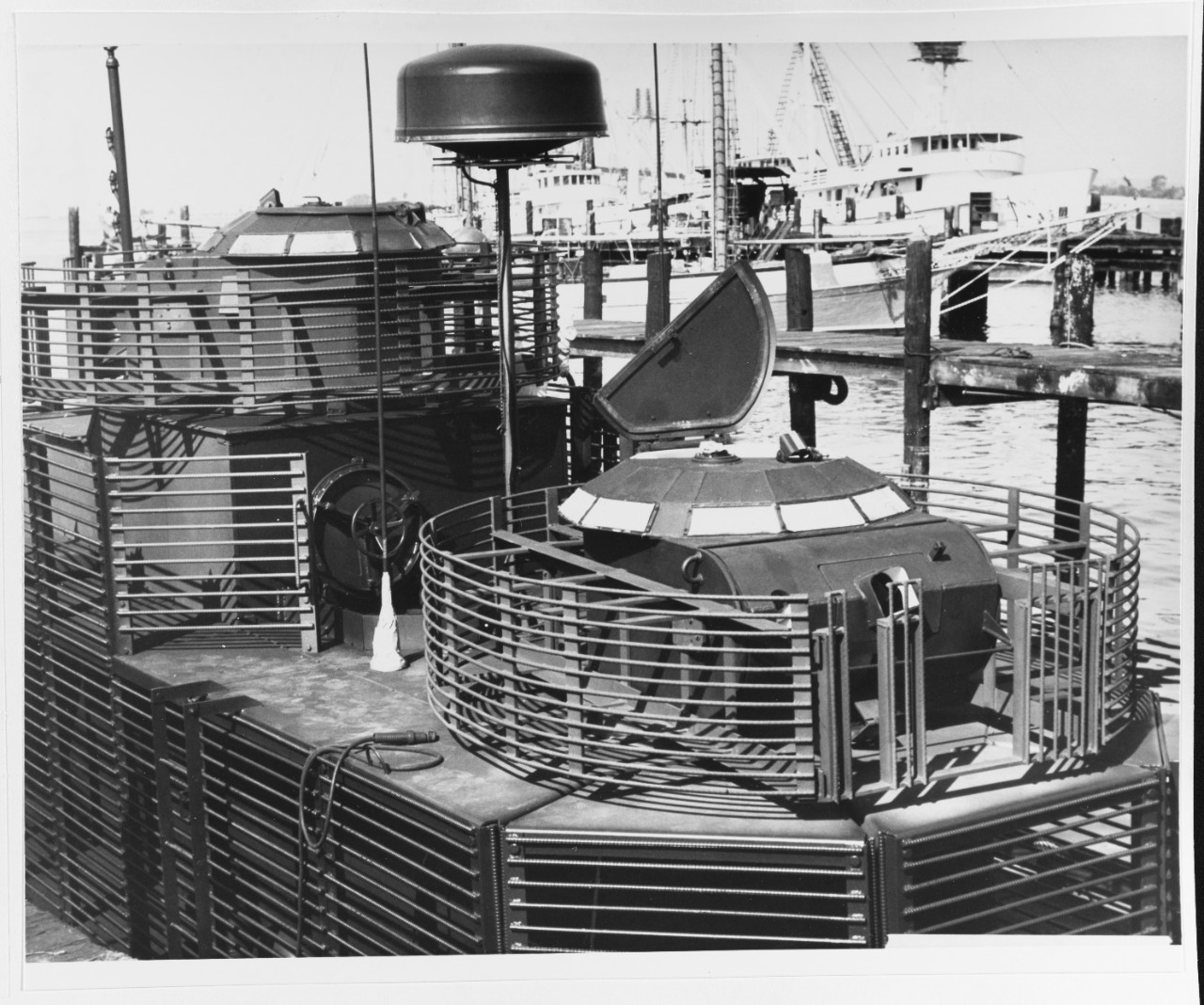
Monitor LCM, vista tipo lanzallamas ("Zippo") del área central del barco, que muestra la torreta del cañón Mk. 48, los escudos de gatillo "Bar Armor" instalados y todas las antenas de radio y radar levantadas.

La Wehrmacht fue la primera en emplear este tipo de blindaje, durante la Segunda Guerra Mundial, que denominaron Drahtgeflecht Schürzen (protección de malla de alambre). Su uso probó ser tan efectivo como las protecciones de placas de acero que estaban siendo utilizadas. En marzo de 1943, Hitler ordenó que todos los nuevos Sturmgeschütz III, Sturmgeschütz IV, Panzer III, IV y Panzer V Panther fueran equipados con protecciones ya fuera de malla de alambre o de placas de acero. Sin embargo, la malla de alambre no era tan fácil de producir como las protecciones de placa de acero, así que estas últimas eran más comunes.
Los tanques del Ejército Rojo, enfrentados con los nuevos y altamente efectivos Panzerfaust alemanes, también fueron equipados con blindaje de "resortes de cama" fabricados de paneles de rejilla de malla de alambre expandidos.
En la Guerra de Vietnam, fue común el uso por ambos contendientes en las barcazas y botes de patrulla. La CCB-18 es un ejemplar sobreviviente de la Mobile Riverine Force Mekong Delta (Fuerza Ribereña Móvil) que usó tal tipo de blindaje. Enrejados de alambre también fueron colocados en vehículos tales como el M113 para protegerse de RPG. En tiempos modernos, este tipo de blindaje ha sido usado en la excavadora blindada Caterpillar FDI 9R de las IDF, el vehículo MRAP Categoría III Buffalo MPV fabricado por Force Protection Inc así como en el General Dynamics Stryker y el vehículo de combate de infantería Warrior, el transporte blindado de infantería M113, el tanque Leopard 2A6 y T-62 (visto en Georgia). Las ventajas del blindaje de reja sobre el blindaje de placas tradicional son un peso mucho más ligero y una mayor maniobrabilidad. BAE Systems ha desarrollado un sistema de aluminio extremadamente liviano llamado LROD, que ya es usado en el MPV Buffalo, y que dicen pesa la mitad que diseños comparables en acero. BAE ha equipado varios RG-31 del Ejército de Estados Unidos con una variante del sistema que es una versión ligera en aluminio llamada L-Rod y está desarrollando el sistema para sus vehículos RG-33, el Caiman y el JERRV. L-Rod es también la solución estándar contra RPG para los vehículos Buffalo ya desplegados.
El blindaje de rejas instalado en la topadora blindada Caterpillar FDI 9R fue introducido en el año 2005 pero solo fue instalado en grandes cantidades a partir del año 2006. El blindaje se probó efectivo ya que desvió muchos cohetes de RPG e incluso misiles antitanques más pesados. Por este concepto, sus desarrolladores y constructores MASHA Centro de Reparación y Mantenimiento (en inglés: Maintenance and Restoration Center), la CHATAL Unidad de Tecnología de la Fuerza Terrestre de la IDF (en inglés: IDF Ground Force Technology Unit) y la MANTAK Administración de la Fuerza Blindada (en inglés: Armor Administration), recibieron un reconocimiento. Después del éxito del blindaje de rejas en el D9, este fue instalado en otros vehículos blindados.